# کوین مالکوی

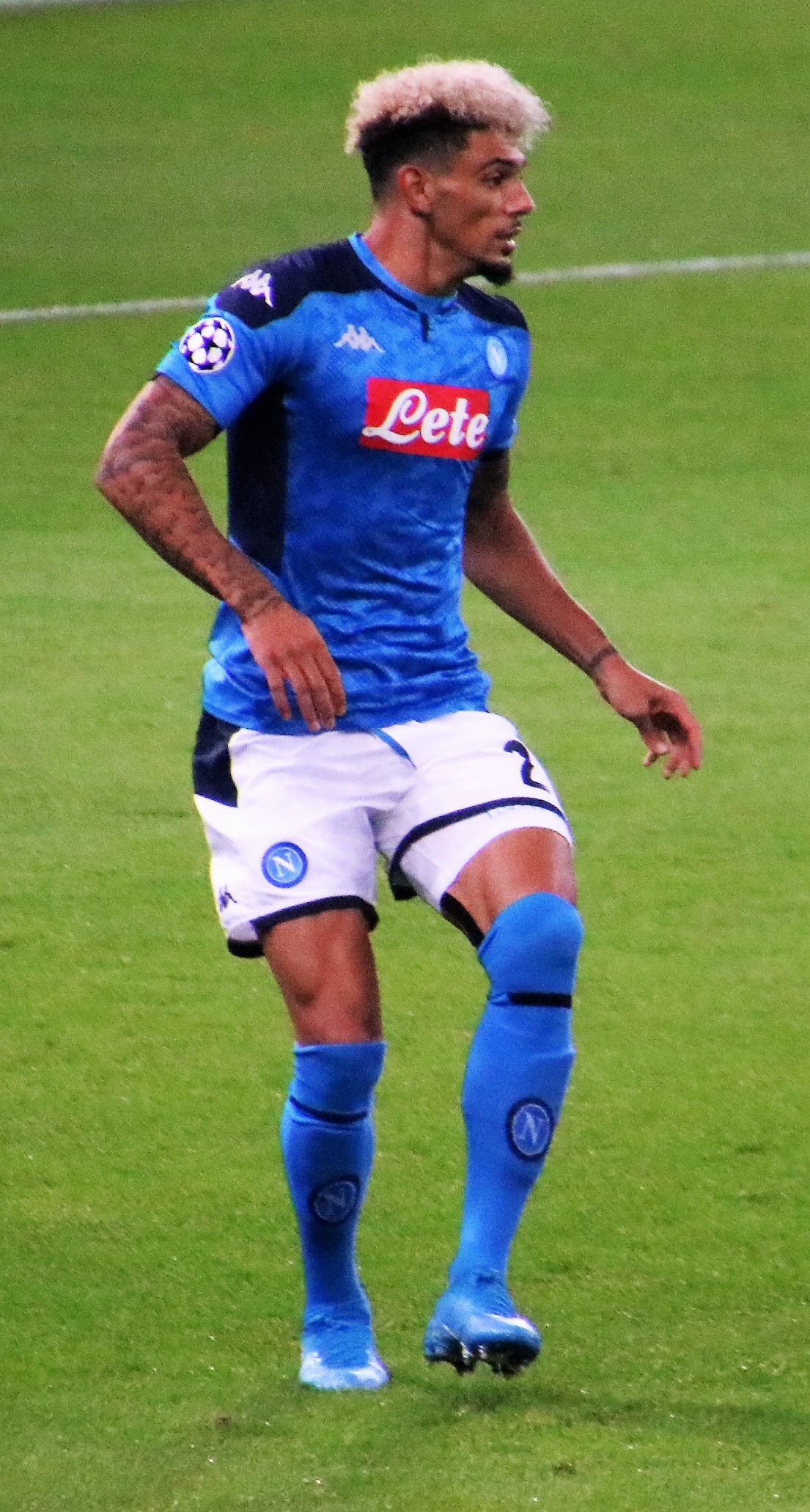
کوین مالکوی

کوین مالکوی (فرانسوی: Kévin Malcuit‎؛ زادهٔ ۳۱ ژوئیهٔ ۱۹۹۱) بازیکن فوتبال اهل فرانسه است که برای باشگاه ناپولی بازی می‌کند.
از باشگاه‌هایی که در آن بازی کرده‌است می‌توان به موناکو، سن-اتین، لیل و ناپولی اشاره کرد.